# Provinzial-Gewerbe-Ausstellung für Rheinland und Westphalen
Die Provinzial-Gewerbe-Ausstellung für Rheinland und Westphalen war eine Industrie- und Gewerbeausstellung, die 1852 in Düsseldorf stattfand. 

## Geschichte

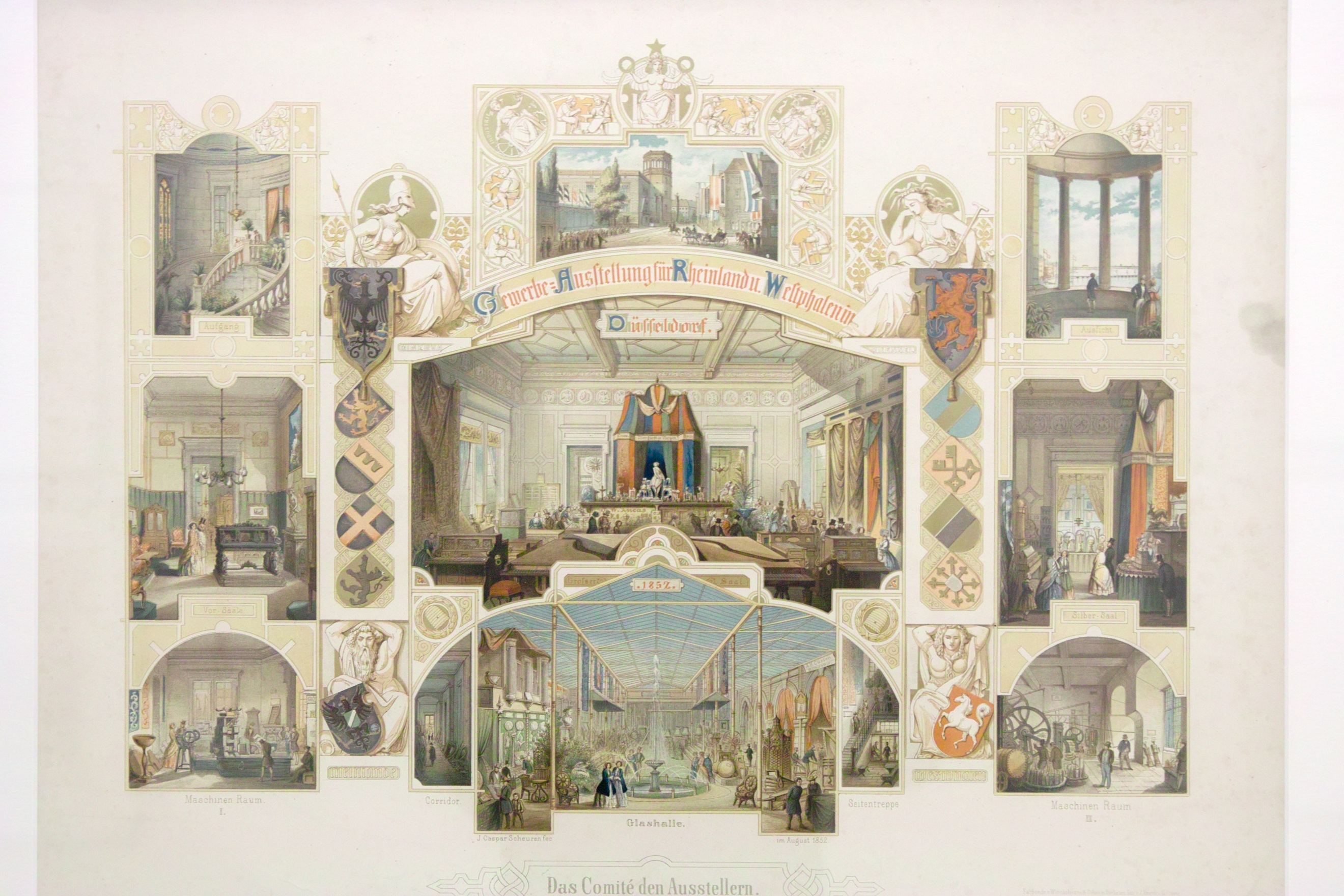
Gewerbe-Ausstellung für Rheinland und Westphalen in Düsseldorf, Chromolithografie von Caspar Scheuren, 1852

Infolge der Umbrüche der Jahre 1848/1849 befand sich die westdeutsche Wirtschaft in der Mitte des 19. Jahrhunderts in einem Aufschwung. Obwohl 192 deutsche Firmen an der Londoner Industrieausstellung 1851 teilgenommen hatten, herrschte der Eindruck vor, dass dort die gestiegene Bedeutung deutscher Erzeugnisse nicht in ausreichendem Maße zur Geltung gekommen sei. Diesen Mangel versuchte man durch heimische Ausstellungen zu kompensieren, so auch durch die Provinzial-Gewerbe-Ausstellung für Rheinland und Westphalen, die auf Initiative des königlich preußischen Regierungsrats Otto von Mülmann und des Düsseldorfer Oberbürgermeisters Ludwig Hammers durch ein 36-köpfiges Komitee organisiert und vom 15. Juli bis 1. Oktober 1852 in Düsseldorf veranstaltet wurde.
Hierzu stellte der Provinziallandtag der Rheinprovinz die 24 Säle seines Ständehauses, das von 1845 bis 1850 nach Plänen von Friedrich August Stüler im Komplex des Düsseldorfer Schlosses errichtet worden war, für Ausstellungszwecke zur Verfügung. Außerdem wurde der nördliche Schlossflügel in die geplante Ausstellung einbezogen. Der Ansturm der Aussteller war so groß, dass man auf dem Hof zwischen den Gebäuden eine dreischiffige Glashalle als temporäre Ausstellungsarchitektur errichtete, die nach damaligen Verhältnissen als außergewöhnliche technische Leistung bewundert und als Erinnerung an den Londoner Crystal Palace gelobt wurde.
Auf 2700 Quadratmetern zeigten 756 Firmen, darunter 125 aus Düsseldorf, den insgesamt mehr als 60.000 Besuchern Ausstellungsgüter aller Art, von Metallwaren, Möbeln, Kleidungsgegenständen über Holz, Steine, Maschinen und Papier bis hin zu Nahrungsmitteln, Schmuckwaren und pharmazeutischen Produkten. Gussstahlerzeugnisse, Hebezeuge, Dampfpumpen, Dampfhämmer und eine „neue Blechflechtmaschine“ kündeten von der sich an Rhein, Ruhr und Wupper vollziehenden industriellen Revolution. Besonderes Interesse riefen ein „Telegraphenapparat“ und die Vorführung der Daguerreotypie (Matthias Radermacher, Wilhelm Severin) hervor, kurios war ein Springbrunnen mit Kölnisch Wasser.
Durch die Ausstellung konnte sich die Stadt Düsseldorf als führender Messestandort des rheinisch-westfälischen Industriegebiets etablieren und einen Grundstein für ihre Entwicklung zum „Schreibtisch des Ruhrgebiets“ legen.